# Arrate
Pour les articles homonymes, voir Arrate (homonymie).
Arrate est une montagne située sur la partie occidentale du territoire de la ville d'Eibar, au Guipuscoa, au Pays basque (Espagne). Elle culmine à 531 mètres d'altitude.
Une zone de loisirs est présente près du sommet, couronné d'une grande croix de pierre. Elle entoure le sanctuaire de la Vierge d'Arrate, qui héberge le saint patron d'Eibar. Cette zone a, outre les rôtisseries traditionnelles et les tables, plusieurs bars et restaurants, ainsi qu'un hôtel de deux étoiles et des installations de tir aux pigeons et plateau, et une colonie pour enfants. Le tout est entouré d'une forêt de hêtres.

## Étymologie
Son nom vient de arr(i) (« pierre en basque ») et art (« entre »), ce qui se traduit par « entre des pierres ».

## Géographie
Arrate fait partie du massif formé par les monts Urko (795 m) et Kalamua (ou Max, 770 m). Il se situe dans la partie la plus occidentale de ce dernier et, avec l'Akondia (Arrikurutz), forme un espace naturel très propice pour la randonnée.
Il domine les vallées de la rivière Deba et de l'Ego et constitue un balcon naturel sur Eibar.

## Sanctuaire de la Vierge d'Arrate

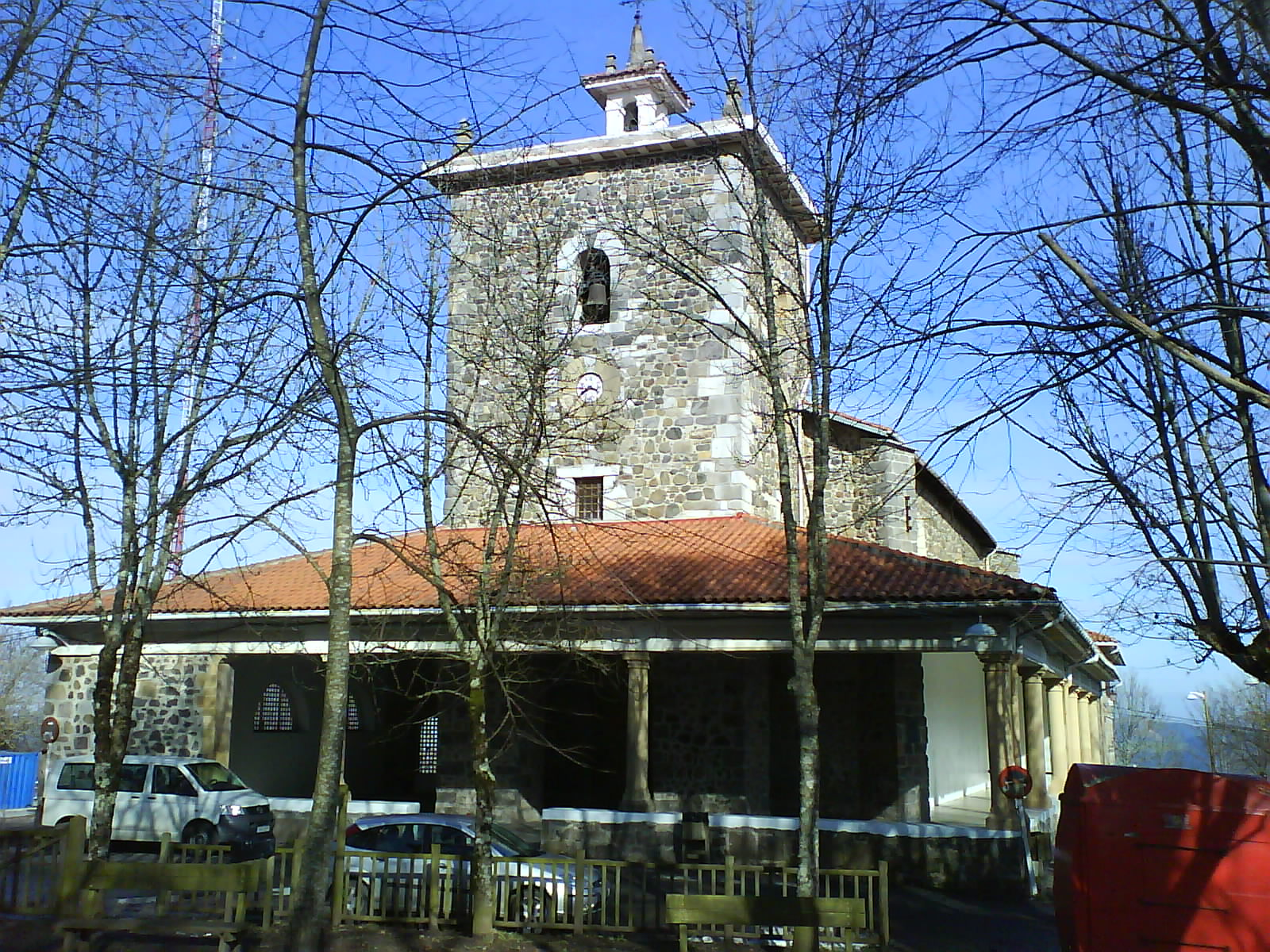
Vierge d'Arrate.

Dans les environs du sommet se trouve le sanctuaire de la Vierge d'Arrate. Les premières traces écrites sur ce dernier datent de 1498. À l'intérieur on vénère une statue de la Vierge du début du XIVe siècle ou fin du XIVe siècle, dont le style correspond à la transition romano-gothique.
L'actuel sanctuaire remonte au début du XVIIe siècle. Il est composé d'une seule nef rectangulaire couverte par une voûte sculptée de bois. L'entrée à la nef est protégée par une grille de fer baroque. Sur l'autel majeur, la statue de la vierge occupe la partie centrale encadrée par quatre colonnes salomoniques, et au milieu de celles-ci, aux côtés de la vierge, se trouvent quatre tableaux de l'illustre peintre eibarai (gentilé d'Eibar) Ignacio Zuloaga. Au-dessus de la vierge se trouve une peinture murale Renaissance qu'il sert de fond à un crucifix.
La dévotion à la Vierge d'Arrate est très répandue. Sa fête, qui a lieu le 8 septembre, s'est converti en une action très populaire parmi les habitants d'Eibar. Le programme de festivités inclut, outre les actes religieux, des concerts de rock, concours de danses typiques, baile "al suelto" (danse « à la monnaie »), concours de sport rural basque, démonstrations de danses basques, concours de bersolaris, etc. Le week-end suivant les festivités recommencent. L'afflux de gens est généralement très élevé.
Le 25 avril 1928, Pie XI a proclamé la Vierge d'Arrate patronne d'Eibar, et le 18 mars de l'année suivante a été décrété le couronnement de la Vierge. La Vierge d'Arrate est la patronne des txistularis depuis 1927. Cette vierge est la seule statue antérieure au XVIe siècle qui invoque la Conception.

## Ascension

### Par la route
Ou depuis le croisement d'Amaña et Legarre et la variante, ou depuis la sortie de la variante à Itzio, rejoindre la route GI-3950 jusqu'au croisement d'Ixua et de Markina, puis suivre par la GI-3301, pour s'arrêter dans le sanctuaire d'Arrate après 30 minutes de trajet.

### Depuis Eibar Acitain (les passages de la Vierge)
En sortant de l'église d'Acitain arriver au rond-point qui régule le trafic dans ce point et à côté de l'entrée à la zone industrielle se trouve le premier panneau indicateur du chemin à suivre. Prendre la route en entrant dans la zone et prendre à droite. Reste à suivre les traces et à effectuer les arrêts dans chacune des stations marquées.

### Depuis Eibar par Orbe
Partir depuis le même point que la route précédente, prendre le chemin qui passe à côté du collège de « la Salle » et monter par la droite du Talweg où se trouve la zone industrielle. Suivre les marques (stations du chemin de croix) pour arriver au champ.

### Depuis Eibar par Santa Cruz
Depuis la variante ou depuis le quartier de Matxaria, entreprendre l'ascension par l'endroit connu comme « Monte Pedrito » pour arriver aux ruines des anciennes écoles rurales du quartier de Santa Cruz (Sainte Croix). Un peu plus haut on aperçoit l'ermitage de Sainte Croix, qui est proche de la route, qui est à suivre jusqu'à Arrate.

## Épreuves sportives

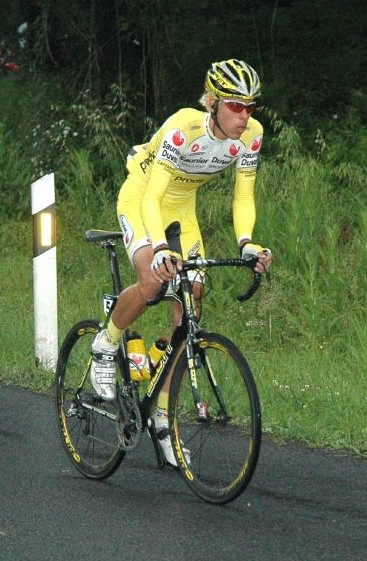
Arkaitz Durán lors de la course Euskal Bizikleta 2007, au col d'Eibar.

- Anciennement avait lieu une course contre la montre individuelle avec des cyclistes de premier plan à Arrate. Elle est ensuite devenue une course pour des étapes appelée la Bicicleta Eibarresa, organisée par le club cycliste Eibarai et le club sportif Eibar[5], qui a été rebaptisé plus tard en Euskal Bizikleta, organisée par le club du même nom.
- Arrate est une arrivée prisée par le Tour du Pays basque, et a accueilli la 3e étape du Tour d'Espagne 2012, remportée par Alejandro Valverde. Une nouvelle arrivée à l'Alto de Arrate a été programmée lors de la 1re étape du Tour d'Espagne 2020, la montée classée en première catégorie. Primož Roglič s'imposait lors de cette étape. Une arrivée à Arrate a eu lieu lors de la 6e étape du Tour du Pays basque 2021. Elle fut de nouveau favorable à Primož Roglič, qui récupéra le maillot de leader après une attaque à 53 km de l'arrivée en compagnie de David Gaudu, à qui il laissa la victoire d'étape. Une arrivée à Arrate a encore eu lieu lors de la dernière étape du Tour du Pays basque 2022. Ion Izagirre gagnait cette étape tandis que Daniel Martínez, arrivé dans le même groupe, remportait le classement général.
- Rallye, montée à Arrate.
- Le jour de la fête de la Vierge, le 8 septembre, ainsi que le 15 mai (San Isidro, patron des agriculteurs) a lieu la force basque. Des défis comme le lever de pierre, coupe de troncs, tractions de pierres avec des bœufs, etc.

## Accidents
Le 12 mars 2009 l'explosion d'un obus qui datait de la guerre civile s'est produite. Deux personnes  manipulaient le projectile produisant de graves brûlures.